# فیتواسترول
فیتواسترول (انگلیسی: Phytosterol) گروهی از ترکیبات هستند که ساختمانی مشابه کلسترول و استروئیدها دارند و در گیاهان یافت می‌شوند. محصولات گیاهی مانند دانه‌های کتان، کنجد، بادام زمینی، بادام، فندق و جوانه گندم دارای فیتواسترول می‌باشند. به نظر می‌رسد فیتوسترول‌ها با کلسترول برای جذب در روده‌ها رقابت می‌کنند لذا موجب کاهش سطح کلسترول خون می‌شوند.
برخی از فیتواسترول‌ها عبارتند از: بتاسیتواسترول، کامپسترول، استیگمسترول، ارگوسترول و استیگماستانول. این ترکیبات تفاوت اندکی مانند وجود یک پیوند دوگانه یا یک کربن با هم دارند.

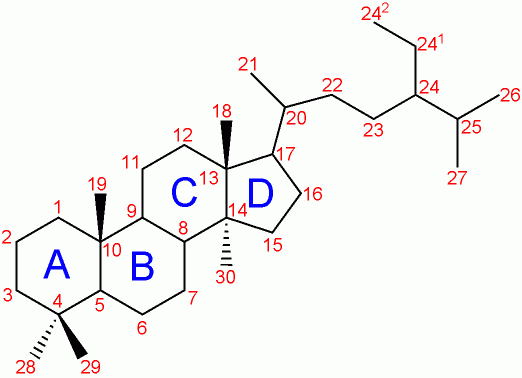
نامگذاری اسکلت اصلی استروئیدها

| β-sitosterol | campesterol | کلسترول     | استیگمسترول  | استیگماستانول |
| ------------ | ----------- | ----------- | ------------ | ------------- |
| β-sitosterol | campesterol | cholesterol | stigmasterol | Stigmastanol  |

## اثرات مصرف
فیتوسترول‌ها به دلیل تشابه ساختممانی با کلسترول برای جذب در روده‌ها رقابت می‌کنند لذا موجب کاهش سطح کلسترول خون تا چهل درصد می‌شوند. FDA تایید کرده است که مصرف حدود ۸ گرم از این ترکیبات (در مواد غذایی گیاهی یا مکمل‌ها) در رژیم غذایی روزانه افراد، می‌تواند سطح کلسترول خون، بیماری‌های قلبی و برخی سرطان‌ها را کاهش دهد. البته مصرف بسیار زیاد این ترکیبات می‌تواند موجب کاهش جذب ویتامین‌های محلول در چربی مانند ویتامین D و E نیز شود. به دلیل مزایای مصرف این ترکیبات گاه به عنوان مکمل به غذاها افزوده می‌شوند.
فیتواسترولمی یک بیماری نادر ژنتیکی می‌باشد که در آن دفع فیتواسترول‌های بدن مختل می‌گردد.